# Nördlingen
Nördlingen – miasto w Niemczech, w kraju związkowym Bawaria, w rejencji Szwabia, w regionie Augsburg, w powiecie Donau-Ries, siedziba  wspólnoty administracyjnej Ries, chociaż do niej nie należy. Leży nad rzeką Eger w dolinie Nördlinger Ries — będącej pozostałością po kraterze uderzeniowym sprzed 14,8 milionów lat — pomiędzy Wyżyną Frankońską a Jurą Szwabską, około 25 km na północny zachód od Donauwörth.
Historyczna zabudowa powstała ze skał utworzonych w wyniku uderzenia meteorytu.  Przy placu nazwanym na cześć Eugene’a Shoemakera, który obalił pierwotną teorię o wulkanicznym pochodzeniu krateru, znajduje się muzeum krateru Nördlinger Ries – Rieskrater Museum.
Najbliżej położone duże miasta: Norymberga ok. 70 km na północny wschód, Monachium - ok. 150 km na południowy wschód i Stuttgart - ok. 150 km na zachód.
Pod miastem miały miejsce dwie bitwy podczas wojny trzydziestoletniej — I bitwa pod Nördlingen (1634) i II bitwa pod Nördlingen (1645).
Miasto zachowało swój historyczny charakter mimo alianckich bombardowań w czasie II wojny światowej.

## Gospodarka
W mieście rozwinął się przemysł metalowy, maszynowy, elektroniczny oraz spożywczy.
W mieście jest stacja kolejowa Nördlingen.

## Dzielnice
W skład miasta wchodzą następujące dzielnice:
- Löpsingen
- Nähermemmingen
- Grosselfingen
- Baldingen
- Kleinerdlingen
- Holheim
- Herkheim
- Pfäfflingen
- Dürrenzimmern
- Schmähingen

## Zabytki i atrakcje turystyczne
- Obiekty sakralne:
  - gotycki kościół farny św. Jerzego z 90-metrową wieżą Daniel,
  - gotycki kościół Świętego Zbawiciela(inne języki),
  - dawny klasztor franciszkanów(inne języki),
  - neogotycki kościół cmentarny św. Emmerama,
  - kościół św. Gawła(inne języki) w dzielnicy Baldingen,
- ratusz,
- mury miejskie(inne języki) z basztami,
- bramy miejskie:
  - Berger Tor,
  - Baldinger Tor,
  - Löpsinger Tor,
  - Deininger Tor,
  - Reimlinger Tor(inne języki),
- szpital Świętego Ducha(inne języki),
- fontanna Kriegerbrunnen(inne języki) z 1902 roku,
- Rieskrater Museum.

## Polityka
Rada miasta składa się z 24 osób.
|      | CSU | SPD | PWG/FW | Zieloni | Stadtteile Nördlingen | JL | Nördlinger Frauenliste | Razem |
| 2020 | 8   | 4   | 6      | 4       | 6                     | -  | 2                      | 30    |
| 2008 | 7   | 3   | 5      | 1       | 6                     | 1  | 1                      | 24    |
| 2002 | 8   | 3   | 4      | 1       | 6                     | 2  | -                      | 24    |

### Współpraca
Miejscowości partnerskie:
- Markham, Kanada
- Ołomuniec, Czechy
- Riom, Francja
- Stollberg/Erzgeb., Saksonia
- Wagga Wagga, Australia

## Transport
W mieście krzyżują się drogi krajowe: B25, B29 i B466.
Przez Nördlingen przebiega linia kolejowa Aalen - Donauwörth, która rozgałęzia się i prowadzi do: Feuchtwangen, Gunzenhausen i Wemding.

## Osoby

### Urodzone w Nördlingen
- Albrecht Adam, malarz
- Gerd Müller, piłkarz

### Związane z miastem
- Werner Egk, kompozytor
- Sebastian Franck, pisarz
- Carolin Hingst, lekkoatletka
- Werner Schnitzer